# ثامر السبهان
ثامر السبهان (1967 -): وزير دولة لشؤون الخليج العربي بوزارة الخارجية السعودية وكان قبلها سفيرا للمملكة العربية السعودية في جمهورية العراق، وكان قبلها يشغل منصب الملحق العسكري السعودي في جمهورية لبنان برتبة عميد ركن وكان قبلها مساعد لقائد مجموعة الشرطة العسكرية الخاصة للأمن والحماية بوزارة الدفاع السعودية.

## حياته ومناصبه وخبراته
تدرج العميد ركن ثامر السبهان في عدة مناصب عسكرية، في عام 1408، أصبح قائد فصيلة في سرية التدخل السريع في كتيبة قوة الشرطة العسكرية الخاصة في الرياض حتى 1413، ثم عين قائد فصيلة في السرية الرابعة في كتيبة قوة الشرطة العسكرية الخاصة للأمن والحماية حتى 1415، ثم أصبح فيما بعد مساعد لقائد السرية الرابعة في كتيبة قوة الشرطة العسكرية الخاصة حتى 1417، إلى أن وصل إلى رتبة قائد السرية الثانية تدخل سريع في كتيبة قوة الشرطة العسكرية الخاصة للأمن والحماية، ثم قائد سرية تدخل سريع حتى 1426، ثم مساعد قائد كتيبة قوة الشرطة العسكرية الخاصة للأمن والحماية حتى 1429، مساعد قائد مجموعة أمن وحماية حتى 1431، ثم أصبح مساعد الملحق العسكري في الجمهورية اللبنانية حتى 1434، ثم الملحق العسكري السعودي في الجمهورية اللبنانية حتى 1436، حتى أصبح سفير المملكة العربية السعودية في جمهورية العراق من 2 يونيو 2015 إلى 16 اكتوبر 2016 .

### المؤهلات التعليمية
درس ثامر السبهان في المرحلة الابتدائية بمدرسة عكاظ في الرياض عام 1398هـ الموافق 1978، وأكمل المرحلة المتوسطة بمدرسة ابن زيدون - في الرياض 1401هـ الموافق 1981، ثم أكمل الثانوية العامة بثانوية الجزيرة في الرياض 1405هـ الموافق 1985، ثم أكمل البكالوريوس في العلوم العسكرية بكلية الملك عبدالعزيز الحربية في الرياض 1408هـ الموافق 1988، ثم حصل على الماجستير في العلوم الشرطيـة والأمنية بجامعة نايف العربية للعلوم الأمنية في الرياض 1427هـ الموافق 2007، وحصل أيضا على الماجستير في القيادة والأركان بعمان في المملكة الأردنية الهاشمية 1428هـ الموافق 2008.

### الدورات التي حصل عليها
وخلال مسيرته العسكرية حرص ثامر السبهان على توطيد معرفته وثقافته في مجاله العسكري، فشارك في دورات عدة حيث حصل على مبادئ الحاسب الآلي للضباط، في الرياض 1409هـ الموافق 1989، وتأسيسية شرطة عسكرية، في خميس مشيط 1410هـ الموافق 1990، وأمن الطائرات، في جدة 1415هـ الموافق 1995، وأمن المنشأت الحيوية، في جورجيا - الولايات المتحدة الامريكية 1416هـ الموافق 1996، وإدارة الأزمة، في الرياض 1417هـ الموافق 1996، وحماية الطائرات من مخاطر الاٍرهاب، في الرياض 1419هـ الموافق 1998، وحماية المنشأت الحيوية، في الرياض 1419هـ الموافق 1999، ومتقدمة شرطة عسكرية، في الطائف 1422هـ الموافق 2002، وماجستير القيادة والأركان، في عمان - المملكة الاردنية الهاشمية 1428هـ الموافق 2007.

### أعمال بارزة
عمل كضابط امن وحماية لعدد من وزراء الدفاع، منهم: وزير الدفاع الامريكي ديك تشيني، وزير الدفاع البريطاني توم كينج، ورئيس اركان القوات المشتركة في الولايات المتحدة الامريكية، الفريق الاول كولن باول، والقائد العام للقيادة المركزية الأمريكية الفريق الاول جوزيف هور، والقائد العام للقيادة المركزية الأمريكية الفريق الاول بينفورد بي، وقائد القوات الأمريكية الفريق الاول هورنر.

### الأوسمة والأنواط التي حصل عليها
حصل ثامر السبهان على العديد من الأوسمة والأنواط وهي: نوط الخدمة للمرة الأولى، نوط المئوية، نوط المعركة، وسام دولة الكويت، وسام تحرير دولة الكويت من دولة الكويت، نوط الخدمة للمرة الثانية، نوط الأمن، نوط الإدارة، نوط الخدمة للمرة الثالثة، نوط القيادة، وسام الامتياز والجدارة من الولايات المتحدة الامريكية، وسام التقدير العسكري من الجمهورية اللبنانية، وسام عاصفة الصحراء.

## سفير المملكة العربية السعودية في جمهورية العراق

### السجناء السعوديين في العراق
أعلن ثامر السبهان إنه يسعى إلى نقض الأحكام الصادرة بحق السعوديين المسجونين في العراق، وإعادة محاكمتهم، مدعي ان السفارة السعودية تمتلك ادلة على تعرضهم لضغوط أثناء التحقيق. وقال السفير السعودي في العراق، ثامر السبهان انه يتابع ملف السجناء السعوديين في العراق، وأنه خاطب “الجهات العراقية المعنية لمناقشة قضاياهم، ومدى إمكان إعادة محاكماتهم بدفاع محامين من السفارة، بعد إفصاح عدد من السجناء عن تعرضهم لضغوط أثناء التحقيقات التي أجريت معهم، وعلى ضوئها صدرت الأحكام القضائية”. وكانت السفارة السعودية شرعت في إجراءات تسلم جثمان السجين السعودي عبد الله عزام، الذي نُفّذ الإعدام بحقه في بغداد، على أن يتم نقله إلى السعودية تمهيداً لدفنه في المدينة المنورة حسب الوصية التي تركها لذويه.
أكد ثامر السبهان بأن أعداد السجناء السعوديين في السجون التابعة لوزارة العدل قرابة "57" سجينا، وأضاف بأن السفارة حالياً تسعى لتكليف مكاتب محاماة ذات كفاءة ومصداقية لمتابعة السجناء وقضاياهم، وأنبه يبحث عن طريقة للتواصل مع السجناء السعوديين حسب الأنظمة الخاصة بذلك. وأشار بأنه سيتم مناقشة تبادل السجناء بين البلدين في لقاءات قادمة.

### إيران والحشد الشعبي
صرح ثامر السبهان، بأن إيران تريد تدمير الأمة الإسلامية، والقومية العربية؛ من خلال بث سمومها، وتحريضها، وتدخلاتها السافرة في شأن بعض الدول العربية، ومن خلال أذنابها وفصائلها المسلحة"، بحسب وصفه. وعن وجود عمليات تطهير ديني تتم في الفلوجة من قبل الحشد الشعبي، قال: "بالنسبة للفلوجة فإن وجود مكون مختلف عليه من قبل أبناء العراق يمثل في حد ذاته مشكلة كبيرة، ويزيد من الشرخ الكبير، في ظل وجود قيادات إرهابية مطلوبة للمجتمع الدولي"، في إشارة إلى وجود قاسم سليماني. وأتبعها بالقول: إن وجود شخصيات "إرهابية إيرانية" قرب الفلوجة، "دليل واضح بأنهم يريدون حرق العراقيين العرب بنيران الطائفية المقيتة، وتأكيد لتوجههم بتغيير ديموغرافي".

وقال السفير ثامر السبهان خلال حديثه لبرنامج حوار خاص الذي تبثه قناة السومرية ان "رفض الكرد والانبار دخول الحشد الشعبي إلى مناطقهم يبين عدم مقبولية الحشد الشعبي من قبل المجتمع العراقي”، متسائلا “هل تقبل الحكومة العراقية بوجود حشود سنية كالحشود الشيعية الحالية وبنفس التسليح، ولماذا يوضع السلاح بيد الحشد الشعبي فقط”. ولفت السبهان إلى ان “الجماعات التي تسببت بالاحداث التي شهدها قضاء المقدادية لا تختلف عن داعش”، مستفهما “اين دور الحشد الشعبي مما جرى في المقدادية”.

### النازحين العراقيين
قال السفير ثامر السبهان إن «طائرة المساعدات هذه أمر بها العاهل السعودي الملك سلمان بن عبد العزيز»، مؤكدا على أن هذه الطائرة ستكون بداية لسلسلة من المساعدات ستتوالى. وأن السفارة ستتولى المتابعة والتنسيق مع السلطات العراقية والمؤسسات الخيرية من أجل إيصال هذه المساعدات إلى النازحين والمحتاجين من محافظة الأنبار.

### زيارة القيادات العراقية
السبهان اجتمع مع رئيس حكومة إقليم كردستان نيجيرفان بارزاني، لبحث “علاقات العراق وإقليم كردستان مع المملكة العربية السعودية، متمنين أن تصل هذه العلاقات إلى مستويات أعلى بما فيه مصلحة الشعب السعودي والشعوب العراقية بشكل عام والمجتمعين السعودي والكوردستاني”، بحسب بيان. وكان السفير السعودي، التقى رئيس الإقليم مسعود بارزاني وبحث معه مجمل الأوضاع الأمنية والسياسية والاقتصادية في العراق والمنطقة. وقبل توجهه لإقليم كردستان، كان قد زار المجمع الفقهي العراقي لكبار العلماء والدعوة والإفتاء الذي يعتبر دارا للفتوى وتجمعاً للعلماء وأكبر مرجعية دينية لسنة العراق في حي الأعظمية ببغداد. وخلال الزيارة، وجه السفير السبهان الذي مضى على تعيينه في منصبه نحو شهر فقط، رسالة لأهل السنة في العراق مفادها “لن نتخلى عنكم”، العبارة التي لقيت ترحيبا في أوساط السياسية السنية في العراق وإشادة من الشارع السني العراقي، حيث أطلق نشطاء عراقيون وسماً تكريمياَ للسفير السبهان على موقع تويتر بعنوان "ثامر السبهان سفير العروبة. والتقى السبهان عدداً من ممثلي الأقليات العرقية والدينية العراقية، بينهم وفد من أبناء الطائفة الإيزيدية ضم كلا من النائبة فيان دخيل والشيخ شامو شيخو وبعض وجهاء وشيوخ الطائفة، وأفراد من الطائفة المسيحية.

### ردود الفعل على تصريحات السفيرالسعودي ثامر السبهان
قالت وزارة الخارجية العراقية في بيان، إن بغداد لن تسمح لأي سفير بتأجيج خطاب الطائفية في العراق، وأوضح المتحدث باسم الوزارة أحمد جمال في بيان قوله: «ونبين أن وزارة الخارجية ستقوم باتخاذ كافة الإجراءات المناسبة لذلك وفق اتفاقية فيينا للعلاقات الثنائية». وتابع في البيان «سبق وأن قامت وزارة الخارجية باستدعاء سفير المملكة العربية السعودية الشقيقة لدى بغداد، وأبلغته بأهمية أن يكون السفير خاضعاً للأعراف والمواثيق الدولية الخاصة بتعامل السفراء مع وسائل الأعلام وإطلاق التصريحات للرأي العام، من خلال عدم تدخله بالشؤون الداخلية للبلد بالدرجة الأساس.» وختم المتحدث بالقول إن مهمة السفير «العمل على تطوير العلاقات الثنائية بين البلدين، خصوصاً وأن العراق يمر بمرحلة استثنائية في حربه ضد الإرهاب». واعتبر وزير النقل باقر جبر الزبيدي، تصريحات السفير السعودي في العراق ثامر السبهان ضد الحشد الشعبي، «مخالفة» للأعراف الدبلوماسية و«تدخلاً سافراً» في الشأن العراقي. وطالبت كتلة بدر النيابية في البرلمان العراقي الحكومة العراقية بإعلان السفير السعودي «شخصا غير مرغوب به»، داعية إلى طرده من بغداد. وهاجمت النائبة عن ائتلاف دولة القانون فردوس العوادي، السفير السعودي في العراق السفير السعودي ثامر السبهان، معتبرةً اياه بأنه «تجاوز الخطوط الحمر»، فيما دعت الحكومة إلى طرد السفير السعودي ثامر السبهان من العراق. أما خالد الساعدي عضو لجنة العلاقات الخارجية في البرلمان العراقي فقال إن قضية «التدخل في الحشد الشعبي، والحديث عن المقدادية أو عن قضايا أخرى، أمر ليس من شأنه.» بالإشارة إلى السبهان. وكشفت البرلمانية ابتسام الهلالي النائبة عن ائتلاف دولة القانون في مجلس النواب العراقي، عن قيام نواب بجمع تواقيع في البرلمان لطرد السفير السعودي في بغداد ثامر السبهان ومطالبة المملكة العربية السعودية بتقديم الاعتذار للعراق عن التصريح الذي ادلى به ضد الحشد الشعبي.
لكن رد فعل تحالف القوى العراقية الذي يضم جميع الكتل السنية السياسية، وفي بيان لعضو المكتب السياسي للتحالف حيدر الملا، جاء مؤيدا لتصريحات السفير السعودي ثامر السبهان، و«مستغربا» مما اعتبروه «حملة سياسية معدة سلفا ضد السفير السبهان». ووصف البيان تصريحات السفير بأنها «كانت طبيعية جدا، وتحمل نوايا طيبة للمملكة العربية السعودية تجاه جميع إخوانهم العراقيين بلا تمييز على أساس الطائفة والعرق».

### تهديدات بالقتل
بعد تنامي نشاط الدبلوماسية السعودية على الأراضي العراقية واستعادة دورها المحوري الذي بات مثار قلق للإيرانيين تلقى ثامر السبهان تهديدات بالتصفية الجسدية. وقالت مصادر بأن السفير ثامر السبهان أخطر الحكومة العراقية بالتهديدات التي تلقاها لكي تتحمل مسؤولياتها في هذا الإطار. ووصفت مصادر مقربة من السفير السعودي ثامر السبهان، تهديدات القتل التي تصل إليه بـ» الكثيرة». وطبقا للمعلومات الواردة من بغداد، فإن حكومة رئيس الوزراء العراقي حيدر العبادي وعدت البعثة الدبلوماسية السعودية باتخاذ كافة الاحتياطات الأمنية اللازمة تجاه تلك التهديدات.
واستنكرالشيخ فاروق الظفيري، المتحدث باسم الحراك السني في العراق، الحملة الإعلانية الشرسة التي يشنها الميليشيات التابعة للحشد الشعبي على السفير السعودي ببغداد ثامر السبهان. وقال "الظفيري" في تغريدة له على موقع التواصل الاجتماعي تويتر: "لا وجود لدولة القانون في العراق المليشيات الارهابية تهدد السفير السعودي السبهان بالقتل؛ كلنا السبهان. وأضاف: " السبهان يصعق إيران فتبدأ كلابها من المليشيات بالعواء".
في شهر أغسطس 2016 نشرت جريدة الشرق الأوسط السعودية ماقالت عنه أنه مخططا إيرانيا لاغتيال السفير السعودي في بغداد ثامر السبهان قد أوكل تنفيذه إلى ميليشيات شيعية عراقية تابعة لها. وأشارت الصحيفة إلى أن هذه الميليشيات على ارتباط مباشر بإيران، وأبرزها “كتائب خرسان”، ومجموعة تعمل مع أوس الخفاجي، الأمين العام لقوات “أبو الفضل العباس”، التي تعد مكوناَ بارزاً في ميليشيات “الحشد الشعبي”. أعقب هذا الكشف ظهور قائد كتائب خرسان على إحدى القنوات العراقية ليؤكد أن السبهان مطلوب للعراقيين وأعتبر أغتيالة شرف. العربية.

## محاولة إغتياله
علمت صحيفة الشرق الأوسط، من مصادر أن هناك مخططات لميليشيات شيعية عراقية بتدبير الاستخبارات الإيرانية، تجري من ثلاثة محاور لعملية اغتيال السفير السعودي ثامر السبهان، وذلك باستهداف سيارته المصفحة عبر صواريخ آر بي جي 7، مشيرة إلى أن هذه الميليشيات على ارتباط مباشر بالإستخبارات الإيرانية، وأبرزها
سرايا الخراساني، ومجموعة تعمل مع أوس الخفاجي، الأمين العام لقوات أبو الفضل العباس التي تعد مكونا بارزا في الحشد الشعبي. وأوضح مصدر مطلع في اتصال هاتفي أن هناك محاور لتنفيذ عملية اغتيال السفير ثامر السبهان، وكل محور مختلف عن الآخر، على أن تنفذ العملية في أسرع وقت، حيث تم اكتشاف مخططين أحدهما لكتائب خراسان. وقال المسؤول الأمني العراقي، الذي يعمل في أحد الأجهزة الاستخبارية العراقية لصحيفة الشرق الأوسط في بيروت: «تمكنت أجهزتنا من تتبع خطة وضعتها ميليشيا سرايا الخراساني ورصدنا اتصالات هاتفية بين عناصر هذه الميليشيا وأفراد يعملون في مطار بغداد الدولي ينتمون لسرايا الخراساني تتعلق بمعلومات عن حركة وسفر السفير السبهان من بغداد وإليها»، وأضاف المصدر «الخطة تتلخص باعتراض موكب السفير السعودي على طريق مطار بغداد الدولي بسيارات دفع رباعي تحمل لوحات (أرقام) مزيفة تعود لوزارة الداخلية وتنفيذ محاولة الاغتيال بواسطة صواريخ آر بي جي 7 المضادة للدروع، كون السفير السبهان يستقل سيارة محصنة ضد الرصاص، ومن ثم الفرار إلى منطقة الرضوانية السنية كي يتم تمويه الأجهزة الأمنية حول الجهة المنفذة وإسنادها إلى تنظيم داعش». وقال المسؤول: «لقد تمكنا من إلقاء القبض على الشخص العامل في مطار بغداد الدولي وتأكدنا من أنه تعاون مع ميليشيا سرايا الخراساني مقابل مبلغ من المال، بينما لم نستطع من الوصول إلى كامل المجموعة المنفذة التابعة مباشرة لسرايا الخرساني والتي تتكون من ثمانية أفراد موزعين على سيارتين، بل ألقينا القبض على أحدهم، كونهم يغيرون أرقام هواتفهم الجوالة ويتصرفون بحذر شديد، وقد اعترف هذا الشخص بأن ضابطا بالمخابرات الإيرانية هو من وضع خطة الاغتيال وأشرف على تنفيذ الخطة التي لم تتحقق بسبب وصول معلومات غير واضحة من مطار بغداد الدولي وللتشديدات الأمنية حول شخص السفير السعودي، لكونه أي السبهان حذرا للغاية ويتمتع بحس أمني عال». وأضاف المصدر «للأسف تم إطلاق سراح الشخص الذي اعتقلناه من قبل قاضي التحقيق بحجة عدم توفر الأدلة الكافية وبتأثير من سرايا الخراساني التي تتمتع بنفوذ قوي في وزارة الداخلية التي هي تحت سيطرة منظمة بدر بزعامة هادي العامري».
وكتب السفير ثامر السبهان بعد محاولة اغتيالة، عبر حسابه على موقع تويتر: «كل الاحترام والتقدير لمن يسأل عني ولا نستغرب الخيانة من أهلها ولا الإرهاب من الإرهابيين ويزيدنا إصرارا للعمل فالحق يعلو دائما».
واعترف زعيم قوات أبو الفضل العباس، أوس الخفاجي، أن للحشد الشعبي ثأراً مع السفير السعودي في بغداد ثامر السبهان.
وقال الخفاجي في لقاء تلفزيوني إنه «إذا اغتيل السفير السبهان، وهو شخص مطلوب، فهذا شرف يدعيه الجميع»، زاعماً أن «عداء الشعب العراقي للسبهان واضح»، على حد تعبيره.

## العائلة
آل سبهان من أمراء جبل شمر ومن أكبر وجهائها وأعيانها واحد الأسر الجعفريه العبديه الشمريه التي حكمت نجد، أسرة لها ثقل تاريخي وسياسي كبير بالإضافة الي ثقلها الاجتماعي في المملكة العربية السعودية وفي حائل بالأخص، تولّوا إمارة جبل شمر في زمن الأمير حمود السبهان ثم الأمير زامل السالم السبهان الذين انقلبا على حكم آل عبيد الفرع الثاني من الرشيد انتقاماً وثاراً لحلفائهم آل عبد الله الرشيد، كما كان آل سبهان هم الركائز والأركان الأساسية في حكم آل عبد الله الرشيد حيث كان آل سبهان السبب بعد الله في إستمرار إمارة جبل شمر وعدم سقوطها مرات عديدة نتيجة النزاعات التي حدثت بين فرعي آل رشيد، آل عبد الله، وآل عبيد، الذين تقاتلا حتى كادت الإمارة أن تسقط في فترة مبكرة جدّاً، كما تولى آل سبهان إمارة الرياض والقصيم، والجوف، في عهد إمارة آل رشيد.